# Combustibile ossido misto
Il combustibile ossido misto, in sigla MOX (acronimo del termine inglese mixed oxide fuel), è una miscela di ossido di uranio naturale ed ossido di plutonio (UO2 + PuO2). È composto in genere da una miscela di uranio impoverito, il prodotto di scarto dei processi di arricchimento dell'uranio, e di plutonio. La percentuale di plutonio dentro il combustibile MOX dipende dalle quantità isotopiche dei vari isotopi del plutonio. Considerando ad esempio la creazione di un combustibile nucleare per reattori commerciali ad arricchimento pari al 4.5%, per creare un combustibile MOX equivalente si deve utilizzare una quantità di plutonio weapon-grade (cioè contenente almeno il 90% di isotopo 239) pari a circa il 4.5% del totale del combustibile (quasi tutto il plutonio in questo caso è fissile), utilizzando un plutonio derivante dal riprocessamento del combustibile esausto di altri reattori, si deve arrivare al 7% del totale di plutonio (se questo è composto per il 65% di materiale fissile).

## Fonti del plutonio
Si può produrre partendo da armi nucleari dismesse in seguito ai trattati START e SORT. Attualmente esiste un'abbondante quantità di plutonio proveniente dallo smantellamento delle testate nucleari in base ai molti accordi contratti dagli Stati Uniti e dall'Unione Sovietica.
Il plutonio si può estrarre anche dal riprocessamento del combustibile nucleare esaurito dai reattori convenzionali. Anche se il plutonio che si genera nei reattori nucleari ad acqua leggera, consiste abitualmente di una miscela di isotopi non adeguata alla fabbricazione di armi nucleari, può essere impiegato nella miscela MOX, per ridurre sia la quantità che la radioattività netta dei rifiuti nucleari che devono essere immagazzinati per essere "raffreddati" ed in seguito vetrificati e rinchiusi in contenitori inossidabili sigillati, posti all'interno di siti geologicamente stabili.